# Ahmard Hall
Ahmard Rashad Hall (* 13. November 1979 in Galveston, Texas) ist ein ehemaliger American-Football-Spieler auf der Position des Fullbacks. Er war für die Tennessee Titans in der National Football League (NFL) aktiv und spielte College Football für die Texas Longhorns.

## Frühes Leben
Hall besuchte die Angleton High School in Angleton, Texas. Während seiner Zeit im United States Marine Corps zwischen 1998 und 2002 erlangte er den Dienstgrad eines Sergeant als Feldfunker. 

## Collegekarriere
Hall spielte bei der College-Footballmannschaft als Fullback, für die University of Texas at Austin.

## Professionelle Karriere

### Tennessee Titans
Hall spielte in vierzehn Spielen seiner Rookie-Saison und lief siebenmal für insgesamt 21 Yards. In den letzten Spielzeiten lief er jeweils als Fullback auf und trug so maßgeblich zum Erfolg der Runningbacks Chris Johnson und Lendale White bei.